# Hotel Borgen

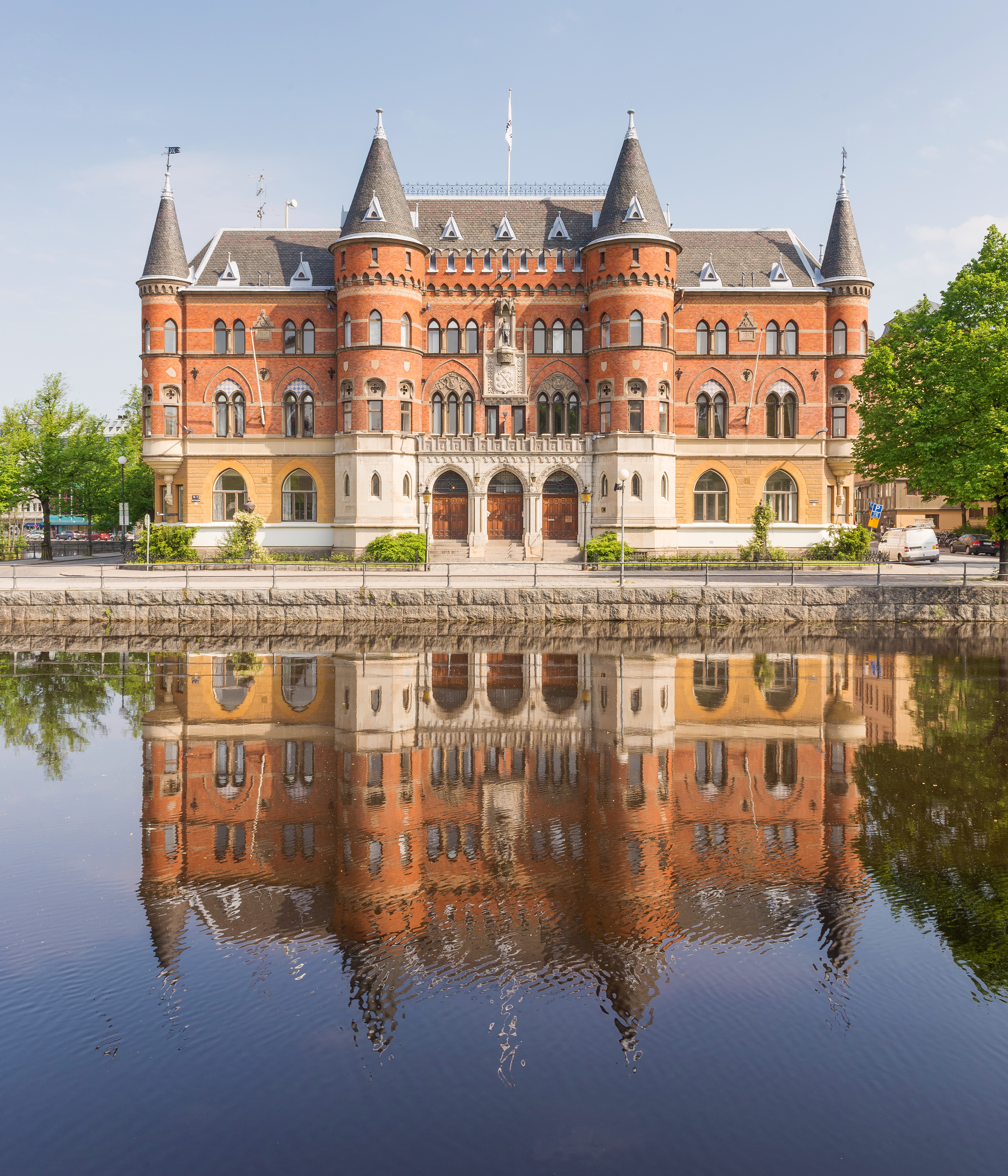
Hotel Borgen mit Svartån im Vordergrund

Das Hotel Borgen (umgangssprachlich auch Allehandaborgen) ist ein im schwedischen Ort Örebro am Fluss Svartån gelegenes Gebäude, das 1891 im neugotischen Stil errichtet wurde. Markant ist die aus rotem Backstein bestehende und von Rundtürmen durchbrochene Fassade, die an eine Burg erinnern soll, daher auch der schwedische Name borgen. Die verantwortlichen Architekten waren Fritz Ulrich und Eduard Hallquisth.

## Geschichte
Das Gebäude wurde ursprünglich für die Örebro Sparbank erbaut und am  1. September 1892 eröffnet. Neben Bankräumen beinhaltete es auch Wohnungen und ein Telegrafenamt. Der Sohn des damaligen Bankdirektors Claes Bergman, der spätere schwedische Schriftsteller Hjalmar Bergman, verbrachte seine Kindheit in einer dieser Wohnungen.
Von 1934 bis 2013 hatte die Lokalzeitung Nerikes Allehanda ihren Sitz in dem Gebäude. Aus dieser Zeit stammt die Bezeichnung als Allehandaborgen.
2014 übernahm Nordic Choice Hotels das Gebäude, um ein Hotel mit 125 Zimmern einzurichten. Die Eröffnung fand im April 2016 statt.